# Lodewijk Hendrik van Sonsbeeck
Lodewijk Hendrik van Sonsbeeck (Groningen, 1 november 1831 - Nijmegen, 7 januari 1903) was een Nederlandse burgemeester.

## Leven en werk
Van Sonsbeeck was een zoon van de hypotheekbewaarder Frederik Lodewijk van Sonsbeeck en Johanna Hillegonda Siertsema. Hij was een kleinzoon van de burgemeester van Zwolle Abraham van Sonsbeeck. Van Sonsbeeck werd in 1857 benoemd tot burgemeester van de Drentse gemeente Zuidwolde, in januari 1864 tot burgemeester van de Noord-Hollandse gemeente Sloten en in december 1868 tot burgemeester van de Groninger gemeente Vlagtwedde. Deze functie vervulde hij gedurende 19 jaar tot 1887.
Van Sonsbeeck trouwde op 11 september 1859 in Bolsward met Elisabeth Christina Binkes, dochter van Johannes Binkes en Henrica Sabina Borgstein. Hij overleed in januari 1903 op 71-jarige leeftijd in Nijmegen.